# Jules Reimerink
Jules Reimerink (Oldenzaal, 30 settembre 1989) è un calciatore olandese, centrocampista del Bersenbrück.

## Carriera

### Club
Ha giocato nella seconda serie tedesca con l'Energie Cottbus e nella massima serie olandese con il VVV-Venlo, con cui ha giocato 2 partite in Eredivisie.

### Nazionale
Ha giocato alcune partite amichevoli sia con l'Under-19 che con l'Under-21.